# Wełniaczek
Wełniaczek (Kerivoula) – rodzaj ssaków z podrodziny wełniaczków (Kerivoulinae) w obrębie rodziny mroczkowatych (Vespertilionidae).

## Zasięg występowania
Rodzaj obejmuje gatunki występujące w południowej i południowo-wschodniej Azji oraz Afryce.

## Morfologia
Długość ciała (bez ogona) 28,2–53,6 mm, długość ogona 27,7–61 mm, długość ucha 6,2–18 mm, długość tylnej stopy 4,9–10 mm, długość przedramienia 25–49 mm; masa ciała 2–13 g.

## Systematyka
Rodzaj zdefiniował w 1842 roku angielski zoolog John Edward Gray w artykule poświęconym nowym rodzajom i gatunkom ssaków opublikowanym na łamach The Annals and magazine of natural history. Gray wymienił kilka gatunków – Vespertilio hardwickii Horsfield, 1824, Vespertilio pictus Pallas, 1767, Kerivoula poensis J.E. Gray, 1842, Kerivoula griseus J.E. Gray, 1842 (= Vespertilio pipistrellus von Schreber, 1774) i Vespertilio tenuis Temminck, 1840 – nie wskazując gatunku typowego; w ramach późniejszego oznaczenia w 1941 roku amerykański botanik i zoolog George Henry Hamilton Tate na typ nomenklatoryczny wyznaczył Vespertilio pictus Pallas, 1767 (wełniaczek malowany).

### Etymologia
- Kerivoula (Kirivoula, Kerivoulha, Cerivoula): epitet gatunkowy Vespertilio kerivoula F. Cuvier, 1832; prawdopodobnie od kehelvoulha (kehe wawula lub kiri wawula) oznaczającego w języku syngaleskim ‘bananowego nietoperza’[12][13].
- Nyctophylax: gr. νυξ nux, νυκτος nuktos ‘noc’; φυλαξ phulax ‘obserwator, strażnik’, od φυλασσω phulassō ‘czuwać’[14].

### Podział systematyczny
Do rodzaju należą następujące gatunki:

- Kerivoula hardwickii (Horsfield, 1824) – wełniaczek orientalny
- Kerivoula depressa G.S. Miller, 1906
- Kerivoula malpasi W.W.A. Phillips, 1932
- Kerivoula crypta Wroughton & Ryley, 1913
- Kerivoula furva Kuo Haochih, Soisook, Ho Yingyi, Csorba, Wang Chunneng & Rossiter, 2017
- Kerivoula kachinensis P.J.J. Bates, Struebig, Rossiter, Kingston, Sai Sein Lin Oo & Khin Mya Mya, 2004 – wełniaczek birmański
- Kerivoula dongduongana Vuong Tan Tu, Hassanin, Furey & Nguyen Truong Son & Csorba, 2018
- Kerivoula krauensis Francis, Kingston & Zubaid, 2007 – wełniaczek malajski
- Kerivoula titania Bates, Struebig, Hayes, Furey, Khin Mya Mya, Vu Dinh Thong, Pham Duc Tien, Nguyen Truong Son, D.L. Harrison, Francis & Csorba, 2007 – wełniaczek nimfowy
- Kerivoula minuta G.S. Miller, 1898 – wełniaczek najmniejszy
- Kerivoula intermedia J. Edwards Hill & Francis, 1984 – wełniaczek mały
- Kerivoula papillosa (Temminck, 1840) – wełniaczek brodawkowaty
- Kerivoula lenis O. Thomas, 1916 – wełniaczek hinduski
- Kerivoula pellucida (Waterhouse, 1845) – wełniaczek przezroczysty
- Kerivoula picta (Pallas, 1767) – wełniaczek malowany
- Kerivoula whiteheadi O. Thomas, 1894 – wełniaczek filipiński
- Kerivoula pusilla O. Thomas, 1894
- Kerivoula flora O. Thomas, 1914 – wełniaczek floreski
- Kerivoula muscina Tate, 1941 – wełniaczek papuaski
- Kerivoula agnella O. Thomas, 1908 – wełniaczek trąbkouchy
- Kerivoula myrella O. Thomas, 1914 – wełniaczek melanezyjski
- Kerivoula lanosa (A. Smith, 1847) – wełniaczek mniejszy
- Kerivoula eriophora (Heuglin, 1877) – wełniaczek samotny
- Kerivoula africana Dobson, 1878 – wełniaczek tanzański
- Kerivoula smithii O. Thomas, 1880 – wełniaczek równikowy
- Kerivoula cuprosa O. Thomas, 1912 – wełniaczek miedziany
- Kerivoula phalaena O. Thomas, 1912 – wełniaczek dżunglowy
- Kerivoula argentata Tomes, 1861 – wełniaczek sawannowy